# Бенуа Огуст
Бенуа Огуст (фр. Benoît August; 20 грудня 1976, Мон-де-Марсан, Ланди) - французький регбіст. 

## Спортивна кар'єра
Бенуа розпочав свою кар'єру будучи гравцем Дакс, де він і еволюціював. Його виступи допомогли йому стати одним з капітанів команди і ввійти до збірної А Франції з регбі. 
У 2001 році, коли йому виповнилось 24 він приєднався до Стад Франсе. Перший сезон був важким для Огуста: він зрозумів, що клуб за який грає є одним з найкращих у всій Франції і майже завжди знаходиться у верхній частині таблиці. Нарешті, у наступному сезоні він займає позицію хукера разом з Матьє Блан. Бенуа виграв свій перший фінал чемпіонату (Стад Франсе проти Тулузи).  Після важкого початку сезону 2003-2004, Стад Франсе все-таки вдалось дійти до фіналу та вдруге завоювати титул чемпіонів Франції.
У листопаді 2004 року він був обраний командою Барбаріанс Франсе. Огуст виступив у матчі проти збірної Австралії, який відбувся на стадіоні Жан-Буен в Парижі. Виграла збірна з Австралії з рахунком 45:15.
У наступному році Бенуа підписав контракт з Біарріц Олімпік. Таким образом, Огуст став членом команди, яка дуже добре відтворила європейську кампанію, в фіналі якої клуб змагався з ірландським Манстер в Кардіффі. Але на цьому команда не зупинилась. і стала чемпіоном Франції. Біарріц Олімпік досить легко виграли фінальну сутичку з командою Тулузи (40:13) — Бенуа був капітаном; на 68-мій хвилині матчу забив спробу після вдалої стратегії і співпраці з Дімітрі Яжвілі та Тома Лєвреме. 
Огуст є чотириразовим чемпіоном Франції і четвертою людиною, яка досягла таких вершин.
З початку сезону 2006-2007, він був капітаном Біарріц.
Будучи гравцем збірної Франції у 2007 році взяв участь у турнірі шести націй. Свою першу шапку він здобув в матчі проти збірної Уельсу на стадіоні Стад де Франс. 
У березні 2007 року він був обраний командою Барбаріанс Франсе, щоб разом з ними зіграти матч проти Аргентини в Біарріц. Французькі Варвари програли (14:28). У березні 2009 року його знову запросили Французькі Варвари, щоб зіграти матч проти XV-де-Франс, які грають на стадіоні Ернест-Валлон, що в Тулузі - поразка 26:33. У червні 2009 року Барбаріанс Франсе зустрілись зі збірною Аргентини (32:18) та командою Розаріо (54:30) · . 
У травні 2010 року Огуст зіграв в фіналі Кубку Хайнекен проти Тулузи (21:19). 
В кінці 2009-2010 років, він зайняв 3-тю позицію Міді Олімпік, як найкращий хукер сезону 2009-2010 Топ 14.
У сезоні 2013-2014, він є консультантом каналу Canal +; він брав участь в шоу Експерти з регбі (фр. Les Spécialistes), яке можна було дивитись кожної п'ятниці ввечері на Canal + Sport.

## Кар'єра тренера
У 2014 році він став тренером нападників Біарріц, разом з новим тренером Еддім О'Салліваном. У 2016 році, після сутичок Бенуа з президентом команди, Ніколя Бруском ·  après de vives tensions, він зайняв посаду головного тренера команди Тіросс.
| Сезон       | Команда         | Змагання | Місце |
| ----------- | --------------- | -------- | ----- |
| 2014 - 2015 | Біарріц Олімпік | Про Д2   | 7     |
| 2015 - 2016 | Біарріц Олімпік | Про Д2   | 8     |

## Досягнення
Топ 14
- Чемпіон: 2003, 2004, 2005, 2006

Кубок Хайнекен
- Фіналіст: 2006, 2010

Турнір шести націй
- Переможець: 2007

Європейський кубок з регбі
- Переможець: 2012